# Кропивненська сільська рада
Кропивненська сільська́ ра́да — адміністративно-територіальна одиниця та орган місцевого самоврядування в Бахмацькому районі Чернігівської області. Адміністративний центр — село Кропивне.

## Загальні відомості
Кропивненська сільська рада утворена у 1919 році.
- Територія ради: 45,969 км²
- Населення ради: 618 осіб (станом на 1 січня 2012 року), дворів — 238

## Населені пункти
Сільській раді були підпорядковані населені пункти:
- с. Кропивне

## Історія
Сільська рада створена у 1919 році. Нинішня сільська рада стала однією з 20-ти сільських рад Бахмацького району і одна з п'ятьох, яка складається з одного населеного пункту.
Село Кропивне до 1962 р. належало до Дмитрівського району, до 1964 р. — до Ічнянського району, потім до Бахмацького району.

## Склад ради
Рада складалася з 12 депутатів та голови.
- Голова ради: Ткаченко Володимир Васильович
- Секретар ради: Мархель Ганна Михайлівна

### Керівний склад попередніх скликань
| Прізвище, ім'я, по батькові   | Основні відомості                                                             | Дата обрання | Дата звільнення |
| ----------------------------- | ----------------------------------------------------------------------------- | ------------ | --------------- |
| Ткаченко Володимир Васильович | Сільський голова, 1967 року народження, освіта середня загальна, безпартійний | 26.03.2006   | 31.10.2010      |
| Ткаченко Володимир Васильович | Сільський голова, 1967 року народження, освіта середня загальна, безпартійний | 31.10.2010   |                 |

Примітка: таблиця складена за даними сайту Верховної Ради України

### Депутати
За результатами місцевих виборів 2010 року депутатами ради стали:

#### За суб'єктами висування
| Суб'єкт висування | Кількість обраних депутатів | %   |
| ----------------- | --------------------------- | --- |
| Партія регіонів   | 12                          | 100 |

#### За округами
| № округу        | Прізвище, ім'я, по батькові     | Дата визнання обраним | Освіта  | Партійна приналежність | Відомості про обраного депутата                          |
| --------------- | ------------------------------- | --------------------- | ------- | ---------------------- | -------------------------------------------------------- |
| Партія регіонів |                                 |                       |         |                        |                                                          |
| 1               | Онашко Валентина Миколаївна     | 01.11.2010            | середня | позапартійна           | Кропивненський фельдшерсько-акушерський пункт, завідувач |
| 2               | Корсун Надія Олександрівна      | 01.11.2010            | середня | позапартійна           | ТОВ «Крапивянське», продавець                            |
| 3               | Мархель Ганна Михайлівна        | 01.11.2010            | середня | позапартійна           | Кропивненська сільська рада, секретар                    |
| 4               | Білецька Світлана Володимирівна | 01.11.2010            | середня | позапартійна           | Кропивненська загальноосвітня школа, вчитель             |
| 5               | Мархель Любов Олексіївна        | 01.11.2010            | вища    | позапартійна           | ТОВ "Крапивянське, касир                                 |
| 6               | Сергієнко Галина Миколаївна     | 01.11.2010            | середня | позапартійна           | магазин «Продтовари», продавець                          |
| 7               | Гайко Наталія Анатоліївна       | 01.11.2010            | середня | позапартійна           | ТОВ "Крапивянське, різноробоча                           |
| 8               | Ярмоленко Любов Михайлівна      | 01.11.2010            | середня | позапартійна           | тимчасово не працює                                      |
| 9               | Беззуб Віра Анатоліївна         | 01.11.2010            | середня | позапартійна           | ТОВ «Крапивянське», різноробоча                          |
| 10              | Марцова Валентина Петрівна      | 01.11.2010            | середня | позапартійна           | ТОВ «Крапивянське», свинарка                             |
| 11              | Пішта Тетяна Василівна          | 01.11.2010            | середня | позапартійна           | тимчасово не працює                                      |
| 12              | Коваленко Надія Іванівна        | 01.11.2010            | вища    | позапартійна           | Кропивненська загальноосвітня школа, вчитель             |

## Господарство
В селі працює загальноосвітня школа І-ІІІ ступенів, в 2011 році реорганізована у Кропивненський навчально-виховний комплекс «загальноосвітній навчальний заклад І-ІІІ ступенів-дошкільний навчальний заклад» Бахмацької районної ради Чернігівської області, в якому навчається 67 учнів, 19 дітей дошкільного віку, працює 17 учителів.
Сільський будинок культури збудований в 1939 році на 250 місць. В сільському будинку культури розміщена сільська бібліотека.
Фельдшерсько-акушерський пункт збудований в 1974 році, в якому працює 2 медичних працівники.